# Iris Schwabl
Iris Schwabl (ur. 2 lipca 1987 w Schladming) – austriacka biathlonistka. Zadebiutowała w biathlonie w rozgrywkach juniorów w roku 2002. W tym czasie brała udział na Mistrzostwach Świata Juniorów w roku 2005. Jej najlepszy wynik podczas tych zawodów to 13. miejsce w biegu indywidualnym. Na Mistrzostwach Świata Juniorów w roku 2008 zajęła 3. miejsce w biegu indywidualnym oraz 11 w sprincie. W Pucharze Świata zadebiutowała w sezonie 2007/2008. Jej dotychczasowe najlepsze miejsce to 37 na zawodach w słoweńskiej Pokljuce w roku 2007.

## Osiągnięcia

### Mistrzostwa Świata
| 2009 P'yŏngch'ang (Korea Południowa) | 69. miejsce (IN), 47. miejsce (SP), 51. miejsce (PU) |
| 2011 Chanty-Mansyjsk (Rosja)         | 32. miejsce (IN), 77. miejsce (SP), 7. miejsce (RL)  |
| 2012 Ruhpolding (Niemcy)             | 32. miejsce (IN), 77. miejsce (SP)                   |

### Puchar Świata
| Sezon     | Miejsce |
| --------- | ------- |
| 2010/2011 | 89.     |
| 2011/2012 | 84.     |

### Mistrzostwa świata juniorów
| 2005 Kontiolahti (Finlandia) | 13. miejsce (IN), 17. miejsce (SP), 26. miejsce (PU), 12. miejsce (RL) |
| 2006 Presque Isle (USA)      | 4. miejsce (IN), 5. miejsce (SP), 2. miejsce (PU), 1. miejsce (RL)     |
| 2007 Martello (Włochy)       | 21. miejsce (IN), 32. miejsce (SP), 33. miejsce (PU)                   |
| 2008 Ruhpolding (Niemcy)     | 3. miejsce (IN), 11. miejsce (SP), 27. miejsce (PU)                    |